# Ledový zámek
Ledový zámek (nor. Is-slottet) je román norského spisovatele, básníka a dramatika Tarjei Vesaase, poprvé vydaný v roce 1963 v Oslu. Je psaný v jazyce Nynorsk (nová norština) a stal se součástí klasické norské literatury. Za tento román dostal v roce 1964 Tarjei Vesaas Literární cenu Severské rady. Román byl v roce 1987 zfilmován.

## Obsah díla
Život jedenáctileté Siss z norského venkova se změní ve chvíli, kdy se do vesnice ke své tetě přistěhuje tichá a zamlklá dívka Unn. Obě dívky k sobě cítí jakési pouto a náklonnost, a tak jednoho večera Siss přijde navštívit Unn. Z dialogu dívek vyplyne, že Unn nedávno po nemoci zemřela maminka a že otce vlastně nikdy neměla, takže má jen tetu, která si ji vzala k sobě. Obě dívky jsou ve sbližování nesmělé, ale pak Unn napadne, že by se měly vysvléci do naha, jen tak pro zábavu. Udělají to, ale po chvíli se zase obléknou a cítí se trapně. Unn nakonec požádá Siss, zda by jí mohla svěřit své tajemství, že se bojí, že se nedostane do nebe. Siss se toho večera vrací domů a překonává strach ze zimní temnoty. Další den se Unn ztrácí, nepřijde do školy a nikdo neví, co s ní je. Nakonec pak je ve škole Siss požádána, aby se došla zeptat, proč Unn nepřišla do školy. Doma ale není. Zahájí se pátrání, všichni muži z okolí dny i noci hledají zmizelou dívku, ale nenajdou ji. Siss se propadne do smutku a odcizí se ostatním dětem. Trvá to dlouho. Pak, na konci jara, je Unn nalezena v tajícím vodopádu, kam se tehdy v zimě zatoulala, ztratila se v něm a umrzla. Siss nakonec opouští samotu a smutek a nalézá cestu zpět k ostatním dětem.